# 銀杏木町
銀杏木町（いちょのきちょう）は、愛知県瀬戸市陶原連区の町名。丁番を持たない単独町名である。

## 地理
- 瀬戸市の中央部に位置する[8]。西を幸町、北を西本町、東を陶栄町、南を西茨町と隣接している[8]。
- 住宅・中小工場・商店が混在する[8]。中央を南北に県道が走っている[8]。

### 河川
- 東茨川（瀬戸川支流） ： 町の南端、西茨町との町境を西流している。

- 東茨川（銀杏木町・西茨町境）

### 学区
市立小・中学校に通う場合、学区は以下の通りとなる。また、公立高等学校普通科に通う場合の学区は以下の通りとなる。
| 番・番地等 | 小学校             | 中学校               | 高等学校 |
| ---------- | ------------------ | -------------------- | -------- |
| 全域       | 瀬戸市立陶原小学校 | 瀬戸市立水無瀬中学校 | 尾張学区 |

## 歴史

### 町名の由来

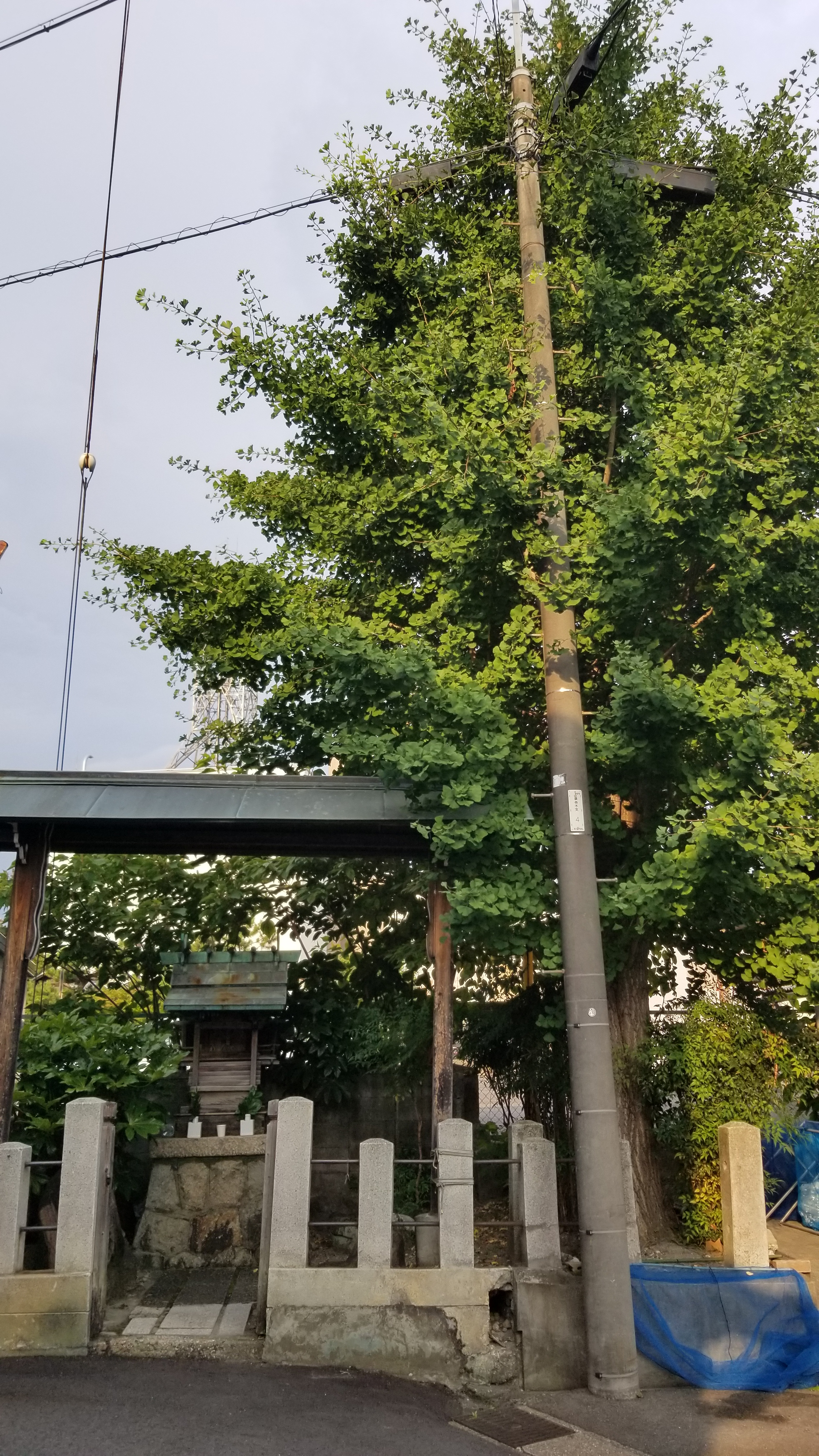
町名の由来となったイチョウの木

大きな銀杏の木があったことに由来するという。

### 沿革
- 1942年（昭和17年）1月9日 - 瀬戸市大字瀬戸字東茨・西茨の各一部により、同市銀杏木町として成立[2]。

## 世帯数と人口
2024年（令和6年）1月1日現在の世帯数と人口は以下の通りである。
| 町丁     | 世帯数 | 人口  |
| -------- | ------ | ----- |
| 銀杏木町 | 54世帯 | 104人 |

### 人口の変遷
国勢調査による人口の推移。
| 1995年（平成7年）  | 182人 | [ 12 ] |  |
| 2000年（平成12年） | 139人 | [ 13 ] |  |
| 2005年（平成17年） | 126人 | [ 14 ] |  |
| 2010年（平成22年） | 119人 | [ 15 ] |  |
| 2015年（平成27年） | 100人 | [ 16 ] |  |
| 2020年（令和2年）  | 90人  | [ 17 ] |  |

### 世帯数の変遷
国勢調査による世帯数の推移。
| 1995年（平成7年）  | 66世帯 | [ 12 ] |  |
| 2000年（平成12年） | 55世帯 | [ 13 ] |  |
| 2005年（平成17年） | 52世帯 | [ 14 ] |  |
| 2010年（平成22年） | 53世帯 | [ 15 ] |  |
| 2015年（平成27年） | 47世帯 | [ 16 ] |  |
| 2020年（令和2年）  | 44世帯 | [ 17 ] |  |

## 交通

### 鉄道
町内に鉄道は走っていない。最寄り駅は名鉄瀬戸線尾張瀬戸駅になる。

### バス
瀬戸市コミュニティバス「上之山線」
- 瀬戸駅前 - 瀬戸口駅 - 山口駅 - サンヒル上之山 - 八草駅 系統が走っているが、町内にバス停はない。最寄りのバス停は、西蔵所バス停になる。

### 道路
愛知県道57号瀬戸大府東海線 ： 町の中央部を南北に通っている。

## 施設
- 十六銀行瀬戸支店 ：  金融機関コード（店番）は0513（512）[18]。窓口は平日のみ、ATMは土日祝も営業[18]。
- 中日新聞瀬戸専売店 加藤新聞店
- 日本鉱泉 ： 創業80年を数える老舗の銭湯だったが2021年3月31日をもって閉業[19][20]。
- 合資会社村上金物店 ： 窯業製型道具や金物の販売を手掛けている金物店[21]。
- Vousho Coffee factory ： 「珈琲の香りに包まれながら自分の時間をのんびりと過ごせるスペース」をコンセプトに営業している自家焙煎珈琲＆ギャラリー[22]。

- 十六銀行瀬戸支店
- 中日新聞瀬戸専売店 加藤新聞店
- 日本鉱泉（閉業直前の様子）
- 合資会社村上金物店
- Vousho Coffee factory